# 张家屯镇
张家屯镇，是中华人民共和国辽宁省沈阳市新民市下辖的一个乡镇级行政单位。

## 行政区划
张家屯镇下辖以下地区：
张家屯村、佟庄子村、双程堡村、董家屯村、崔三家子村、土岗子村、柴家窝堡村、哈太堡子村、叨太堡子村、偏堡子村、乌牛堡子村和大河泡子村。